# حزب الإصلاح الوطني
حزب الإصلاح الوطني هو حزب سياسي في ليبيريا. وشارك في انتخابات عام 1997 وقد مرشحين في انتخابات 11 أكتوبر 2005.
في عام 1997، فاز مرشح الحزب الرئاسي مارتن شريف بنسبة 0.48٪ من الأصوات بينما فشل الحزب في الفوز بأي تمثيل في المجلس التشريعي المكون من مجلسين.
في عام 2005، فاز مرشح الحزب ألفريد ريفز، بنسبة 0.3٪ من الأصوات في الانتخابات الرئاسية. وفاز الحزب بمقعد واحد في مجلس الشيوخ ومقعد في مجلس النواب.